# Litoscalpellum aurorae
Litoscalpellum aurorae is een rankpootkreeftensoort uit de familie van de Scalpellidae. De wetenschappelijke naam van de soort is voor het eerst geldig gepubliceerd in 1938 door Bage.